# Джем Мастер Джей
Дже́йсон Уи́льям Майзе́лл (англ. Jason William Mizell; 21 января 1965 — 30 октября 2002), более известный под псевдонимом Джем Ма́стер Джей (англ. Jam Master Jay) — американский диджей, музыкальный продюсер, рэпер и участник популярной хип-хоп-группы Run-D.M.C.. Джейсон внёс большой вклад в развитие группы Run-D.M.C., и его стиль одежды стал фирменным гардеробом коллектива: кроссовки Adidas без шнурков, толстые золотые цепочки на шее, чёрные кожаные костюмы и чёрные фетровые шляпы.

## Детство и юность
Джейсон родился в Бруклине (Нью-Йорк) в семье Джесси Майзелла и Конни Томпсон Майзелл (позже Конни Майзелл-Перри). Он был третьим ребёнком в семье после Марвина Томпсона и Бониты Джонс. Он переехал из Бруклина в Холлис, Куинс в 1975 году. Он и его родители, Джесси, социальный работник, и Конни, учительница, жили в неспокойной части города рядом с парком Two-Fifth Park и Холлис-авеню. Мускулистый и уверенный в себе, Джей был прирождённым лидером, и к 14 годам он сформировал свою собственную банду, Холлис Крю (англ. Hollis Crew), которая управляла коридорами средней школы Эндрю Джэксон Хай Скул (англ. Andrew Jackson High School). «Если вы плохо поступали с Джейсоном, то у вас были большие проблемы», — вспоминал бывший одноклассник несколько лет спустя. «Он держал всё под контролем в школе. Никто не трогал его».
Вскоре после переезда в Холлис у Джея возник сильный интерес к музыке. Он начал обучаться игре на бас-гитаре и на ударных, и мечтал присоединиться к группе. Три года спустя он начал посещать по выходным популярные вечеринки в близлежащем парке Two-Fifth Park и увлёкся хип-хопом и особенно диджеингом. Его мама была рада, что у её сына появилось хобби, которое держало её неугомонного сына дома и подальше от неприятностей, и поэтому установила в подвале два проигрывателя и звуковой микшер. Джейсон быстро овладел навыками повторения отрывков песни, вращения пластинки в обратную сторону и скрэтчинга.
Однако, как только ему исполнилось 15 лет, Джей действительно начал серьёзно относиться к своей музыке. Однажды, когда он учился в 10 классе средней школы, Джею не повезло встретить одноклассника на Холлис-авеню сразу после того, как другой подросток ограбил дом. Внезапно полицейская машина остановилась рядом с двумя мальчиками. Настоящий грабитель сбежал, и Джей оказался под арестом по подозрению во взломе и проникновении. Следующие четыре дня Джей провёл в учреждении для несовершеннолетних Spofford Juvenile Facility в Бронксе, бывшем следственном изоляторе для мальчиков-подростков, известном своим насилием над заключёнными и распространением наркотиков на территории. Надеясь успокоить свою обеспокоенную мать, Джей сказал ей, что его пребывание в Споффорде было довольно забавным. К его ужасу, его план полностью провалился. Убеждённая в том, что её сын уже на пути к тому, чтобы стать закоренелым преступником, Конни разрыдалась. Спустя годы Джей вспомнил, что слёзы его матери в этот день ознаменовали собой важный поворотный момент в его жизни. Решив добиться чего-нибудь самостоятельно и вернуть уважение своих родителей, Джей начал посвящать большую часть своего свободного времени музыке и особенно диджеингу.

## Карьера
К весне 1980 года, когда Джозеф «Ран» Симмонс сломал свою руку и потерял работу с Кёртисом Блоу, Джей уже стал одним из самых популярных диджеев в Холлисе. Используя сценическое имя «Джаззи Джейc» (англ. Jazzy Jase), он был главной достопримечательностью в парке Two-Fifth Park на бесплатных хип-хоп-вечеринках и даже сумел устроить несколько хорошо оплачиваемых концертов в местных барах и танцевальных клубах. Джейсон был членом группы диджеев Two-Fifth Down, которая приносила в парк свои проигрыватели, микшеры, динамики и пластинки с записями. Джей был известен своим роскошным гардеробом и отношением к би-боям.
Поскольку главный интерес Джея заключался в диджеинге, а не в исполнении рэпа, то во время вечеринок в парке Two-Fifth Park он всегда щедро делился своим микрофоном с молодыми потенциальными эмси в толпе. Джей регулярно предлагал микрофон Рану, которого он знал по школе и играл с ним в баскетбол.
В январе 1983 года Джозеф «Ран» Симмонс и Дэррил «Ди» МакДэниелс записали свои первые песни, «It’s Like That» и «Sucker M.C.’s», благодаря которым они заключили сделку с лейблом Profile Records. Но Джейсона не было в тот день на студии, поскольку «они не знали, что должны были пойти в студию в тот день.» После того, как Ран и Ди заключили свою первую сделку на выпуск сингла, Ран сказал Джею, что он возьмёт его в качестве диджея для их новой группы: «Джей был очень хороший парень, и я пообещал ему, что если я заключу сделку на запись пластинки, то я возьму его в качестве моего диджея».
В альбоме Run-D.M.C. Raising Hell, Майзелл играл на клавишных, басу и ударных, вдобавок к его обычной работе в качестве диджея на виниловых проигрывателях. В 1987 году за альбом Raising Hell Джем Мастер Джей в составе группы Run-D.M.C. был номинирован на премию Грэмми в номинации «Лучшее исполнение дуэтом или группой в стиле ритм-н-блюз». В том же году за альбом Raising Hell Джем Мастер Джей в составе группы Run-D.M.C. был номинирован 5 раз на премию American Music Awards.
В составе группы Run-D.M.C. Джем Мастер Джей выпустил 7 студийных альбомов и снялся в 5 фильмах: Краш Грув (1985), Big Fun In The Big Town (1986), Tougher Than Leather (1988), Who’s The Man? (1993), The Show (1995).
В 1989 году Джей создал собственный лейбл JMJ Records. На лейбле выпускались такие артисты как The Afros, Fam-Lee, Onyx, Jayo Felony, Suga и 50 Cent, Cream Team. Лейбл прекратил своё существование в 2002 году после убийства его основателя. За 13 лет существования JMJ Records выпустил 6 студийных альбомов и около 25 синглов.
После достижения относительной известности Майзелл использовал псевдоним Джей Гамбулос (англ. Jay Gambulos), чтобы избежать нежелательного общественного внимания.
В 1996 году Джей взял под своё крыло молодого и начинающего рэпера из Куинса, Кёртиса Джексона, которого он научил основам ритма, позволил ему опробовать свой талант на профессиональном оборудовании в студии звукозаписи и дал ему первые реальные возможности для выступлений перед аудиторией. С годами Джем Мастер Джей станет для него не просто наставником, но и близким другом. В том же году Джей подписал с 50 Cent контракт, который позволил рэперу продолжать писать и записывать треки, хотя не было никакой гарантии, что они будут выпущены в виде альбома. Джей спродюсировал дебютный альбом для Фифти Цента, который он планировал выпустить на лейбле JMJ. Однако, после разочаровывающего процесса написания и нескольких задержек продакшена, альбом был отложен и никогда не увидел свет.
В 2002 году Джейсон Майзелл вместе с Робом Принсипи основал академию Scratch DJ Academy в Манхэттене, где ежегодно более 50 тысяч человек учатся диджеингу.

## Стиль одежды
Решив выделиться из остальной части толпы, Джей разработал свой собственный уникальный стиль ещё в девятом классе. На протяжении всех школьных лет фирменным нарядом Джея была чёрная велюровая шляпа с перьями, чёрно-белые кроссовки Adidas с острыми носами и джинсы фирмы Lee. Тщательно продуманный до мелочей, он всегда старался согласовать цвет своей рубашки со своими шнурками. К тому времени, когда он поступил в колледж, время и усилия, которые требовались для смены его шнурков каждый день, заставили Джея полностью отказаться от их ношения.
Расселл Симмонс убедил группу принять простой, но в то же время и драматичный новый облик, в значительной степени основанный на личном стиле Джейсона: чёрные велюровые и фетровые шляпы; чёрные кожаные костюмы; кроссовки Adidas без шнурков; и толстые золотые цепочки на шее. Версия для тёплой погоды, которая фактически стала униформой Run-D.M.C. в течение следующего десятилетия, включала в себя чёрную махровую шляпу Kangol вместо фетровой шляпы и согревающий костюм Adidas вместо кожаного пиджака и брюк.
Улучшенный «уличный» образ Джем Мастер Джея помог группе Run-D.M.C. резко контрастировать с модными излишествами других современных рэп-исполнителей. Блестящие обтягивающие штаны, шипованные куртки, высокие сапоги до бедра и яркие меха были стандартным сценическим нарядом для Грэндмастера Флэша, Кёртиса Блоу и других ранних звёзд хип-хопа. Годы спустя DMC предположил, что непритязательный стиль одежды Run-D.M.C. стал ключевым фактором в их растущей популярности за счёт старших, более устоявшихся рэперов в начале 1980-х: «Мы пришли одеты как есть, и это заставило поклонников относиться к нам с доверием больше, чем к любым другим рэп-группам, потому что когда они смотрели на сцену и видели нас, это было похоже на отражение в зеркале», — размышлял DMC.

## Смерть
30 октября 2002 года 37-летнего Джейсона Майзелла застрелили в собственной студии звукозаписи 24/7 Studios, находящейся на втором этаже офисного здания по адресу 90-10 Merrick Boulevard в Джамейке (Куинс, Нью-Йорк). Другой пострадавший, 25-летний Уриэль Ринкон, получил ранение в ногу и был доставлен в районную больницу. Следователи обнаружили две гильзы от патронов 45 калибра, но не смогли понять мотив. Свидетели описали стрелка как молодого чернокожего мужчину в белом спортивном костюме или толстовке. Полиция сообщила, что в здание ворвались двое вооруженных преступников, они поднялись в студию на втором этаже и застрелили Джем Мастер Джея с близкого расстояния. После его смерти несколько артистов выразили свою скорбь в связи с потерей в хип-хоп-сообществе и вспомнили его за влияние на музыку и жанр. Майзелл был похоронен 5 ноября 2002 года на кладбище Фернклифф в Хартсдейле, штат Нью-Йорк.
В ноябре 2002 года начали появляться теории о возможных мотивах убийства, включая задолженность перед старым знакомым из района, месть со стороны недовольных рэперов, с которыми Джей работал и кто, возможно, убил его из-за спора в музыке, или даже возможно из-за связи с 50 Cent, который раньше был протеже Джея. 10 ноября 2002 года газета The New York Post сообщила, что Рональд «Тинард» Вашингтон (англ. Ronald «Tinard» Washington), приятель Джея, возможно, играл роль наблюдателя, когда диджей был застрелен. Предположительно Вашингтон доложил убийцам, когда Джей пришёл в свою студию и затем он ждал снаружи, пока преступники совершали преступление. Человек, считающийся соучастником убийства Джея, как полагают, скрывается в Вашингтоне, округ Колумбия. Он был обвинён только как «осужденный наркоторговец». В газете также говорилось, что Джей, возможно, был убит из-за денег, и Кёртис Скун (англ. Curtis Scoon) — который якобы конфликтовал с Джеем — считается главным подозреваемым в расследовании и человеком, разыскиваемым полицией для допроса. Среди теорий есть и такая, что Джей был в долгу перед Кёртисом Скуном и был убит после спора из-за денег. 12 декабря 2002 года давний друг Джея, Рэнди Аллен, который присутствовал в студии в ночь убийства, опроверг информацию, что он был вовлечён в убийство и хотел подставить Джея и пытался нажиться на 500 тысячах долларов от полиса страхования жизни.
В 2003 году Кеннет МакГрифф (англ. Kenneth «Supreme» McGriff), осужденный торговец наркотиками и давний друг основателей лейбла Murder Inc., Ирвинга «Irv Gotti» Лоренцо и его старшего брата Кристофера, подвергся расследованию по обвинению нападения на Майзелла, потому что диджей проигнорировал чёрный список, в который был занесён рэпер 50 Cent из-за песни «Ghetto Qu’ran» о банде наркоторговцев из Куинса «Supreme Team», которую возглавлял МакГрифф и его племянник Джеральд «Принц» Миллер.
В декабре 2003 года журнал Playboy опубликовал статью журналиста-расследователя Фрэнка Оуэна (англ. Frank Owen) «Последние дни Джем Мастер Джея», в которой говорится, что убийство связано с неудачной сделкой с наркотиками. Оуэн сказал, что он обнаружил доказательства того, что после того, как музыкальная карьера Майзелла застопорилась в конце 1990-х, он обратился к сбыту кокаина, чтобы оплатить растущие счета, включая значительные долги налоговой службе США. По словам Оуэна, несколько источников сообщили, что Майзелл приехал в Вашингтон, округ Колумбия, 31 июля 2002 года, для получения десяти килограммов кокаина стоимостью около четверти миллиона долларов от торговца, известного как «Дядя» (англ. «Uncle»), с согласием заплатить за наркотики примерно через неделю. Однако, Майзелл не смог вернуть долг «Дяде», который якобы организовал убийство Майзелла.
4 апреля 2007 года федеральная прокуратура признала Рональда Вашингтона соучастником убийства. Вашингтон также является подозреваемым в убийстве 1995 года рэпера Рэнди «Стретч» Уокера, бывшего близкого соратника покойного рэпера Тупака Шакура. Согласно судебным документам, представленным обвинением, Вашингтон «направил свой пистолет на тех, кто находился в студии, приказал им лечь на пол и тем самым обеспечил прикрытие своему сообщнику, который застрелил Джейсона Мизелла». Однако, он так и не был осужден
4 ноября 2007 года, после пяти лет молчания, Рэнди Аллен (англ. Randy Allen), давний деловой партнёр культового исполнителя, дал газете Daily News своё первое обширное интервью после убийства. По словам Аллена, Майзелл приехал в свою студию звукозаписи, чтобы помочь подготовить к предстоящему туру группу Rusty Waters, подписанную на его лейбл JMJ Records. 37-летний Майзелл отдыхал и играл в видеоигры со своим другом Тони Ринконом (англ. Uriel «Tony» Rincon), когда два вооружённых человека ворвались в студию на втором этаже. Сестра Аллена, Лидия Хай (англ. Lydia High), которая работала на Майзелла, была у входа в студию, и один из нападавших приказал ей лечь на пол. Хай сказала своему брату, что тогда она увидела мужчину с татуировкой на шее, идущего к Майзеллу. Эти двое ударили по рукам за мгновение до того, как татуированный мужчина выстрелил в Майзелла. Он промахнулся, попав Ринкону в ногу, но второй выстрел пробил затылок Майзеллу. Аллен слышал выстрелы из аппаратной студии, где он слушал записи вокалистки с ней и другом, известным как Майк Би (англ. Mike B.). Он выскочил из комнаты и обнаружил тело Майзелла на полу в луже крови, и никаких следов вооружённых людей. Хай сообщила полицейским в ночь убийства, что человек, приставивший пистолет к её голове, был Рональд «Тинард» Вашингтон, осужденный торговец наркотиками с жёсткой репутацией, который был хорошо известен Майзеллу и его друзьям, сказал Аллен.
25 ноября 2007 года, после пяти лет молчания, Уриэль «Тони» Ринкон (англ. Uriel «Tony» Rincon) наконец объявился и дал интервью газете Daily News. Тони Ринкон, который сидел рядом с диджеем Run-DMC, когда его застрелили, сказал, что за несколько минут до того, как в комнату ворвались два вооружённых человека, его хороший друг вытащил пистолет и положил его рядом с ним. В 6 часов вечера Ринкону позвонил Рэнди Аллен (англ. Randy Allen), давний деловой партнёр Майзелла. Они решили встретиться в студии звукозаписи, где к ним присоединится Майзелл. Примерно через 45 минут Ринкон прибыл к студии в то же время, что и Майзелл. Они поднялись по лестнице и сели на диван в задней части студии, чтобы поиграть в видеоигры. В следующие несколько минут Майзелл достал пистолет и положил его на подлокотник дивана, сказал Ринкон. Это был не первый раз, когда Ринкон видел его с огнестрельным оружием, поэтому в то время он не придал этому большого значения. Лидия Хай (англ. Lydia High), которая работала ассистентом Майзелла, вскоре после этого прибыла, чтобы обсудить маршрут Майзелла для предстоящего выступления в Вашингтоне. Майзелл и Ринкон снова начали играть в видеоигру Madden NFL 2002 на приставке PlayStation. Через несколько минут пришли Аллен и его друг, известный как Майк Би (англ. Mike B.), но они быстро вошли в аппаратную с начинающей певицей, чтобы просмотреть её демозаписи. Все они пробыли там меньше часа, когда телефон Ринкона зазвонил. Когда он потянулся к телефону на полу рядом с диваном, он услышал шаги. Он подумал, что это просто зашёл ещё один друг. Но затем Ринкон услышал, как Майзелл сказал: «О, чёрт» (англ. «Oh, s---»), и раздался выстрел. Пуля попала Ринкону в левую ногу. Сразу последовал второй выстрел. Ринкон сказал, что обернулся и увидел Майзелла, лежащего лицом вниз на полу с огнестрельным ранением в голову. Убийца в тёмном свитере выбежал из студии. Аллен и Майк Би вышли из аппаратной только когда нападавшие исчезли. Ринкон утверждал, что он не видел лицо убийцы.
В 2018 году компания Netflix выпустила документальный фильм, в котором анализируются обстоятельства его убийства. ReMastered: Who Killed Jam Master Jay?, третий эпизод музыкального документального сериала Netflix ReMastered, берёт интервью у нескольких друзей, членов семьи и знакомых Майзелла, которые рассказывают истории, которые они слышали о подозреваемых в его убийстве. Документальный фильм действительно затрагивает популярную теорию о том, что заключённый в тюрьму бывший наркобарон Кеннет «Supreme» МакГрифф мог быть причастен к смерти Майзелла. Но у МакГриффа не было проблем с Майзеллом. Режиссёр Брайан Оукс также опровергает гипотезу о том, что Майзелл продавал наркотики. Среди других возможных подозреваемых — друзья и соратники Майзелла, такие как Рональд «Тинард» Вашингтон и Карл «Лил Ди» Джордан (англ. Karl «Lil D» Jordan) — последний на основании заключения бывшего полицейского Деррика Паркера. Но это почти всё слухи. Также в 2018 году бывший прокурор Марсия Кларк рассказала об убийстве Джем Мастер Джея в эпизоде своего сериала Марсия Кларк расследует первые 48 часов на A&E, где она рассмотрела несколько сценариев убийства и подозреваемых в убийстве. Она поговорила с бывшим гастрольным менеджером Run-D.M.C., Дарреном «Биг Ди» Джорданом (англ. Darren «Big D» Jordan), который отрицал обвинения в причастности к нему Рональда Вашингтона. Кларк также взяла интервью у Оуэна, который считал свою статью 2003 года в значительной степени точной и заявил, что не знает, кто стрелял в Майзелла, но считает, что убийство было совершено при содействии близкого друга Майзелла, Рональда Вашингтона.
В 2020 году Рональду «Тинарду» Вашингтону и Карлу «Лил Ди» Джордану были предъявлены обвинения в убийстве Майзелла. В обвинительном заключении утверждается, что Майзелл недавно приобрёл десять килограммов кокаина у дистрибьютора из Мэриленда. Майзелл, Вашингтон и Джордан заключили соглашение о продаже кокаина на условиях консигнации, но Майзелл исключил двух мужчин из сделки после спора. Вашингтон считался подозреваемым в самом начале расследования, а в августе 2003 года Джордану было предъявлено обвинение в покушении на убийство после ранения в ногу племянника Майзелла, Родни Джонса.

## Наследие
В 2004 году брат Джейсона, Марвин Томпсон, и его мама, Конни Майзелл-Перри, основали организацию Jam Master Jay Foundation for Youth, Inc. Общественная организация, базирующаяся в Холлисе, продолжает наследие Джем Мастер Джея, создавая и поддерживая образовательные и экономические возможности для молодёжи и молодых людей в возрасте от 6 до 21 года, и отмечает большой вклад Майзелла в хип-хоп-культуру и историю музыки. Организация помогает обучать детей и расширять возможности нашей молодежи через мероприятия «back to school», предоставляет книги школам, дарит детям праздничные игрушки на Рождество и жертвуя индеек на День Благодарения.
Также благодаря фонду Марвин Томпсон возглавил переименование пересечения 205-й улицы и Холлис-авеню в «Run DMC JMJ Way» в районе Холлис в Куинсе 30 августа 2009 года. Марвин Томпсон также говорил в местных школах в Куинсе и всегда искал новый путь и инновационные способы продвижения организации вперёд, работал над реализацией и сбором средств для стипендиальной программы для первокурсников колледжа. В 2015, 2017 и 2018 годах организация финансировала ежегодные мероприятия в Нью-Йорке по празднованию дня рождения Джем Мастер Джея, где выступали легендарные рэп-исполнители. В последние годы своей жизни Марвин страдал от серповидно-клеточной анемии и сахарного диабета 2-го типа, но несмотря на это он боролся за свою жизнь каждый день. 28 ноября 2018 года он умер в штате Северная Каролина, куда он переехал, чтобы заботиться о своей матери после смерти в июле его сестры и сестры Джея, Бониты Джонс, которая сама переехала на юг по той же причине.
В честь Джем Мастер Джея с 2012 года в городе Милуоки (штат Висконсин) ежегодно проводятся мероприятия JMJ Back to School Giveaway. Первое мероприятие, организованное другом Джея, Эриком «Шейк» Джеймсом, и компанией Adidas, состоялось в парикмахерской, где «Шейк» бесплатно раздавал школьные принадлежности, а также бесплатные кроссовки Adidas в рамках маркетинговой кампании Adidas «Show Us How You Represent». В 2016 году пятое по счёту мероприятие под названием Jam Master Jay Back to School Bash организовал Дэррил «Ди» МакДэниелс совместно с баскетбольной командой Милуоки Бакс. Около 300 студентов за 5 лет получили право поступить в университет, выполняя летом общественные работы. Дети получили новые рюкзаки, заполненные школьными принадлежностями, получили бесплатную причёску, одели новую пару кроссовок Adidas, любезно предоставленную обувным магазином Clicks в Милуоки, в котором МакДэниелс является совладельцем. Также студенты получали стипендии в его честь, а дети получали игрушки и велосипеды, подаренные им на Рождество от имени Джем Мастер Джея.
В 2009 году Джем Мастер Джей был посмертно включён в Зал славы рок-н-ролла как участник группы Run-D.M.C.
В 2016 году Jam Master Jay посмертно получил премию Грэмми за жизненные достижения как участник группы Run-D.M.C. Журнал Rolling Stone ознаменовал это событие выпуском специального видео, в котором были перечислены все достижения группы.